# Condado de San Juan (Washington)
El condado de San Juan (en inglés: San Juan County), fundado en 1873, es uno de 39 condados del estado estadounidense de Washington. En el año 2009, el condado tenía una población de 15,484 habitantes y una densidad poblacional de 36 personas por km². La sede del condado es Friday Harbor.

## Geografía
Según la Oficina del Censo, el condado tiene un área total de 1608 km² (620,8 mi²), de la cual 3626 km² (1400,0 mi²) es tierra y 1555 km² (600,4 mi²) (71.84%) es agua.

### Condados adyacentes
- Condado de Whatcom (noreste)
- Condado de Skagit (este)
- Condado de Island (sureste)
- Condado de Jefferson (sur)
- Condado de Clallam (sur/suroeste)

También comparte sus límites con Columbia Británica, Canadá;
- Distrito Regional Capital (norte)

### Áreas protegidas
- Parque Histórico Nacional Isla San Juan
- Refugio Nacional de Vida Salvaje Islas San Juan

## Demografía
Según el censo de 2000, había 14,077 personas, 6,466 hogares y 4,015 familias residiendo en la localidad. La densidad de población era de 31 hab./km². Había 9,752 viviendas con una densidad media de 22 viviendas/km². El 94.99% de los habitantes eran blancos, el 0.26% afroamericanos, el 0.83% amerindios, el 0.89% asiáticos, el 0.09% isleños del Pacífico, el 0.91% de otras razas y el 2.04% pertenecía a dos o más razas. El 2.40% de la población eran hispanos o latinos de cualquier raza.
Los ingresos medios por hogar en la localidad eran de $43,491, y los ingresos medios por familia eran $51,835. Los hombres tenían unos ingresos medios de $36,250 frente a los $26,516 para las mujeres. La renta per cápita para el condado era de $30,603. Alrededor del 9.20% de la población estaban por debajo del umbral de pobreza.

## Localidades
- Friday Harbor

### Otras comunidades
- Argyle
- Beach Haven
- Blakely Island/Thatcher
- Crane Island
- Decatur Island/Decatur
- Deer Harbor
- Doe Bay
- Eastsound
- Lopez
- Isla López
- Olga
- Orcas Village
- Orcas Island
- Port Stanley
- Rosario
- Richardson
- Roche Harbor
- Shaw Island
- Waldron
- West Beach
- Westsound